# Операција Твиги ’94
Операција Твиги ’94 је била војна операција током Хрватско-бошњачког рата коју је извело Хрватско вијеће обране (ХВО), почела је 24. јануара и трајала је до 21. фебруара 1994. године и представљала је тактичку побједу ХВО-а.

## Ток операције
На главном фронту напада – према селу Хере и Коњској планини – ударну снагу чинило је више јединица посебне намене и противдиверзантских група; подржавало их је неколико батаљона и чета бригаде ХВО Рамаи. Сат времена прије почетка акције Јединица за електронско дјеловање је својим дјеловањем потпуно блокирала стратешке комуникације АРБиХ. Операција је почела у раним јутарњим сатима артиљеријским и тенковским нападом. Почетне артиљеријске акције биле су усмерене на стварање панике, нарушавање комуникационих веза, али и на спречавање упућивања свежих снага на линије одбране непријатеља. Истовремено са отпочињањем напада на положаје АРБиХ у рејону села Хере и планине Коњско, као и на десном крилу операције, у циљу везивања непријатељских снага и спречавања 317. бригаде АРБиХ (Горњи Вакуф), самосталне јединице Прозора и јединице Прозора да пошаљу помоћ у помоћ 6. Хрватске снаге започеле су напад на веома важне висове Зависће, Шкарина глава и Пикер. Напад на положаје у Завишћу извели су припадници бригаде Рамаи, док су напад на Шкарину главу и Берач извршили војници „Затворског батаљона“ 1. гардијске бригаде и јединице „Лудвиг Павловић“. Трупе бригаде Рамаи заузеле су брдо Зависће, доводећи у доминантну позицију тенк, чија је ватрена моћ покривала широк простор и омогућавала напредовање јединица у нападу на друге две висове, које су такође освојене након жестоких борби.
Истовремено, на десном крилу операције, јединице бригаде Рамаи кренуле су у координисан напад из четири правца: Први правац напада био је из рејона Комина према Коњском, који су извеле Јединица специјалне намене „Маринко Бељо“ и вод 3. батаљона са Уздола. Други правац је водио из атара села Јурићи према Херској кривини. Са овог правца извршили су офанзивна дејства војници 3. батаљона и један вод из Доброше. Трећи правац, такође из правца села Јурићи, водио је десно од Херске кривине, директно према селу Хере. Из овог правца напад су извели припадници 1. Фофај батаљона. Четврти правац водио је из правца Уздола, кроз село Пале. Са овог правца су напали Бата противдиверзантски вод, интервентно-диверзантски „Иван Перан – Ино“, извиђачки вод. Пробијањем непријатељских линија у рејону Херске кривине и заузимањем пута Овде - Добро Поље, искључили су могућност да непријатељ добије појачање са овог правца, а истовремено су створили услове за даље напредовање. У рејону Коњског успели су да пробију противничку одбрану и заузму део одбрамбене линије. Убрзо након пробоја покушали су још један продор, али је због погибије једног од њихових војника и снажног отпора непријатеља одустало од тога, а тежиште напада се помјерило на доминантну висину Крстишћа. Истовремено, противдиверзантска јединица Бата, интервентно диверзантска јединица "Иван Перан - Ино", извиђачки одред и остатак бригаде Рамаи напали су у правцу села Пале Уздол и преко њега напредовали ка Хере. Уз подршку артиљерије и тенкова, све јединице су успешно напредовале ка Овде. "Маринко Бељо" је заузео вис Крстишће и полуокружио непријатеља.
Оваквим развојем ситуације, непријатељ се, остављајући за собом оружје и опрему, успаничио и повукао у село. Након заузимања Крстишћа, припадници бригаде Рамаи су овде ушли из више праваца и непријатељ је био приморан да се повуче у правцу Коњског, Доброг Поља и Шћипа. Након уласка у село, оно је очишћено од муслиманских снага, при чему су рањени командант бригаде Рамаи и два војника. Поред чишћења села, активности јединице су пребачене на рејон према Коњском и на држање новоосвојених положаја. Са почетком ноћи активна борбена дејства су престала. Током борби за село Хере, АРБиХ је на све начине настојала да сачува неке своје положаје, а ту је била распоређена 45. брдска бригада, која је до тада била распоређена у дубини. Током борби, АРБиХ је претрпјела велике губитке и није била у могућности да пружи помоћ рањеницима. Осим тога, због великих губитака учињено је све да се заустави напредовање хрватских снага. У том циљу је 45. брдска бригада пребачена у рејон Блажине, а у Јабланици је покушана општа мобилизација за појачање Прозорског самосталног батаљона.